# Paul Georges Dieulafoy

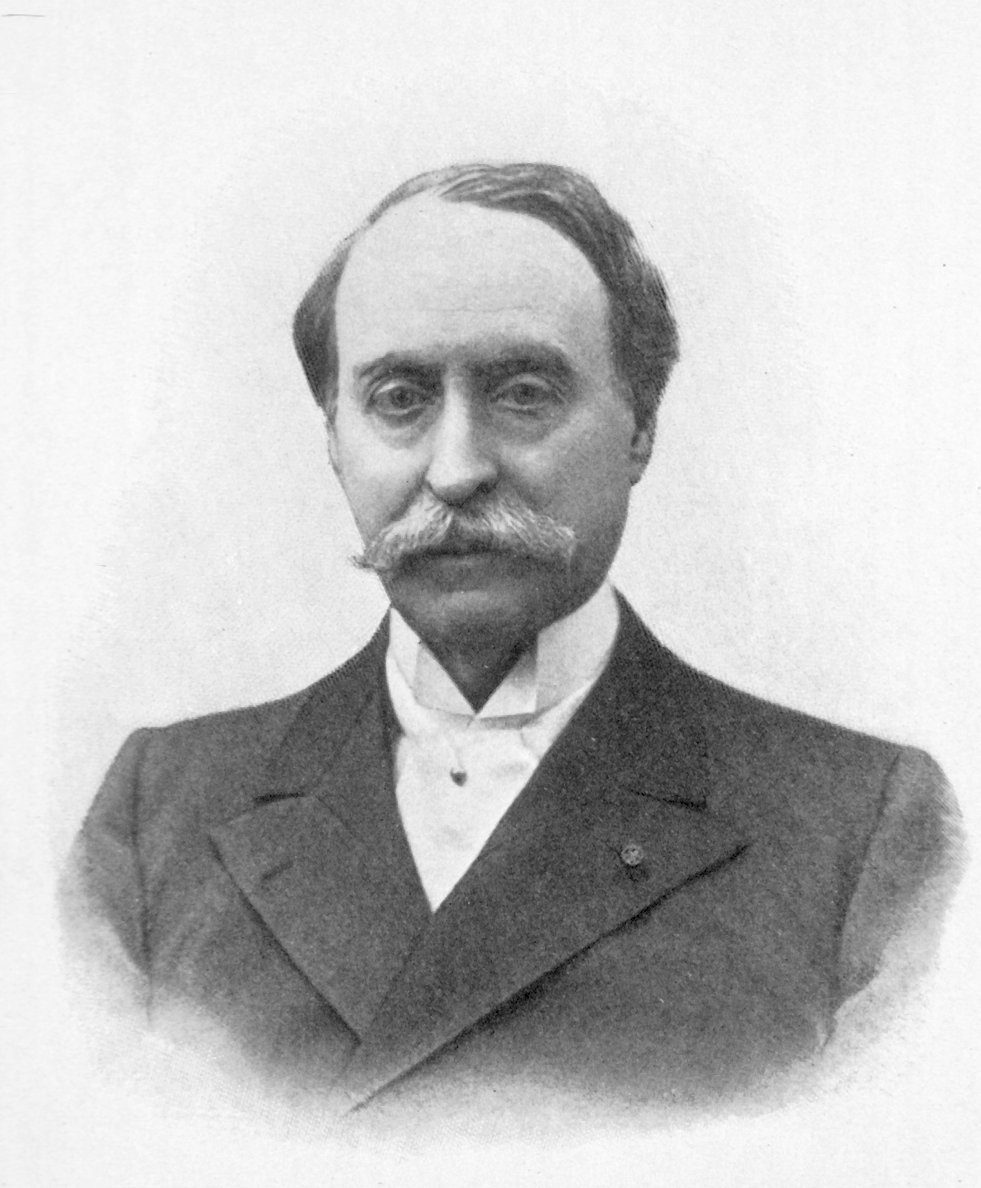
Georges Dieulafoy.

Paul Georges Dieulafoy, född 18 november 1840, död 16 augusti 1911, var en fransk läkare.
Dieulafoy blev 1896 överläkare vid Hôtel-Dieu i Paris, och utarbetade en enkel metod att genom införandet av ett tunt metallrör (kanyl) i lungsäcken uttappa vätskeansamlingar i densamma, särskilt vid lungsäcksinflammation. Hans metod utvecklades senare ytterligare och används fortfarande inom medicinen.